# Киржа
Киржа (рум. Cârja) — село у повіті Васлуй в Румунії. Адміністративно підпорядковане місту Мурджень.
Село розташоване на відстані 246 км на північний схід від Бухареста, 61 км на південний схід від Васлуя, 118 км на південь від Ясс, 80 км на північ від Галаца.

## Населення
За даними перепису населення 2002 року у селі проживали 1208 осіб, усі — румуни. Усі жителі села рідною мовою назвали румунську.